# Forêt nationale de Sumter
La forêt nationale de Sumter – ou Sumter National Forest en anglais – est une aire protégée américaine en Caroline du Sud. Créée le 13 juillet 1936, cette forêt nationale protège 1 501 km2.